# Dora DuFran
Madam Dora DuFran albo Dorothy Bolshaw (ur. 16 listopada 1873  – zm. 5 sierpnia 1934), była jedną z najbardziej znanych i najbogatszych właścicieli domów publicznych "Dzikiego Zachodu".
Urodziła się w Anglii, ale jako dziecko wyemigrowała wraz z rodzicami do Stanów Zjednoczonych; osiedli w Nebrasce. Obdarzona wyjątkową urodą, bardzo wcześnie opuściła dom rodzinny i już w wieku 13-14 lat parała się nierządem. Po przybyciu do Deadwood, zatrudniła się jako fordanserka w lokalu Madam Mollie Johnson. Występowała jako Amy Helen Dorothy Bolshaw. W kilka lat po tym, jak Mollie zdecydowała się wyjechać z Deadwood, mianowała się sama Madam i otworzyła swój pierwszy dom publiczny.
Miała ambicje posiadać w swym domu publicznym najpiękniejsze dziewczęta, ale wybór był bardzo ograniczony. W zamian wymagała od swego personelu czystości i elegancji w ubiorze. Od czasu do czasu zatrudniała u siebie znaną na Dzikim Zachodzie postać, Calamity Jane.
Na przestrzeni lat posiadała kilka domów publicznych. Najbardziej znany nazywał się "Diddlin Dora's" i mieścił się przy Piątej Ulicy w Belle Fourche. Wyszła za mąż za Josepha DuFrana, ale nie zrezygnowała z prowadzenia domów publicznych. Mąż zmarł w roku 1907, a ona przeniosła się z Deadwood do Rapid City, gdzie z powodzeniem nadal prowadziła interes. Zmarła na atak serca w roku 1934. Jest pochowana na cmentarzu Mount Moriah w Deadwood obok męża i ulubionej papugi.